# Équipe du Soudan des moins de 20 ans de football
Ne doit pas être confondu avec Équipe du Soudan du Sud des moins de 20 ans de football.
Maillots
L’équipe du Soudan de football des moins de 20 ans est constituée par une sélection des meilleurs joueurs Soudanais sous l'égide de la Fédération du Soudan de football.

## Palmarès
- en:CECAFA U-20 Championship
  -  Troisième en 2019 et 2022[1]

## Effectif actuel
Les joueurs appelés pour disputer la Coupe CECAFA des nations des moins de 20 ans 2022 dans le cadre des Éliminatoires de la coupe d'Afrique des nations des moins de 20 ans 2023 à partir du 28 Octobre 2022.
Gardiens
- Mohammed Abdalla
- Abdalbasit Mohamed

Défenseurs
- El Borae Gamal
- Alaeldeen Fathy
- Morwan Hamed
- Maysara Abdalaziz
- Ahmed Yahya

Milieux
- Yaser Awad
- Ahmed Ibrahim
- Abaker Ratw
- Khater Awadalla
- Fakhraldin Hamed
- Suliman Suliman
- Abdelsamat Omar

Attaquants
- Abdulmoez Abdalla
- Amgad Isam
- Safeldin Habila
- Mubark Abdalla
- Adil Hamed
- Zeher Toto
- Musa Ali

## Parcours en Coupe du monde des moins de 20 ans
L’équipe du Soudan n’a jamais participé a une Coupe du monde de football des moins de 20 ans.

## Parcours en Coupe d'Afrique des nations des moins de 20 ans
- 1979 : Non participant
- 1981 : Non participant
- 1983 : 1er tour
- 1985 : 1er tour
- 1987 : retire de la compétition
- 1989 : Non participant
- 1991 : Non participant
- 1993 : Non participant
- 1995 : 1er tour
- 1997 : Phases de groupe
- 1999 : 1er tour
- 2001 : 1er tour
- 2003 : tour préliminaire
- 2005 : 1er tour
- 2007 : tour préliminaire
- 2009 : 2e tour
- 2011 : Non participant
- 2013 : tour préliminaire
- 2015 : 2e tour
- 2017 : Phases de groupe
- 2019 : 2e tour
- 2021 : Phases de groupe zones Cecafa
- 2023 : Troisième zones Cecafa
- 2025 : Phases de groupe zones Cecafa